# Хэтэрхеев, Содномпил
Содномпи́л Хэтэрхе́ев — бурятский буддийский деятель, второй Пандито Хамбо-лама (1778—1780), племянник первого Пандито Хамбо-ламы Дамба-Доржо Заяева.

## Биография
Содномпил Хэтэрхеев родился на территории современного Кяхтинского района Бурятии. Учился в Цонгольском дацане у своего дяди, первого Пандито Хамбо-ламы Дамбы-Доржо Заяева.
Закончив учёбу, Хэтэрхеев принимал активное участие в строительстве новых буддийских храмов в Восточной Сибири.
В 1767 году вместе с Пандито Хамбо-ламой Заяевым он входил в правительственную комиссию по составлению нового религиозного уложения. За эту деятельность Хэтэрхеев был награждён золотой медалью.
В 1774 году Содномпил Хэтэрхеев утверждён в должности депутата правительства Иркутской губернии. В этом качестве он активно участвует в общественных и политических делах губернии.

### На посту Пандито Хамбо-ламы
В 1776 году первый Пандито Хамбо-лама Дамба-Доржо Заяев уходит в нирвану. 31 мая 1778 года указом Иркутской губернской администрации Содномпил Хэтэрхеев утверждён в должности Пандито Хамбо-ламы буддистов Забайкалья, став вторым по счёту иерархом.
В 1764 году были сформированы 4 бурятских казачьих полка, имевших по 6 сотен в каждом. После того, как Хэтэрхеев стал Хамбо-ламой, к бурятским казачьим войскам были прикреплены 142 штатных ламы.
В 1789 году иркутский губернатор Ф. Н. Кличка предложил Хамбо-ламе Хэтэрхееву перевести часть лам в комплектное положение, а остальных, исключив из духовного сословия, обратить в ясак. Однако Хэтэрхеев возразил: «По их вере и закону лучше умереть тому ламе, нежели живому потерять своё звание».
После этого распоряжение было отменено и заменено новым, в котором дозволялось сверхштатным духовным по прежнему именоваться ламами и достойнейшими из них замещать комплектные места.
За короткое правление Содномпила Хэтэрхеева (два года) были построены новые храмы во многих дацанах. Библиотечные фонды пополнялись новыми книгами; например, в Китае были приобретены 108 томов Ганджура для Цонгольского и Бултумурского дацанов.
Однако Хэтэрхееву не удалось сохранить единство управления буддийским духовенством Забайкалья: пять дацанов по левому берегу Селенги во главе с Тамчинским избрали собственного Хамбо-ламу Лубсан-Жимбу Ахалдаева. В подчинении Хэтэрхеева остались пять правобережных дацанов.

## Память
28 сентября 2006 года в Кяхтинском районе Бурятии освящён субурган в честь второго Пандито Хамбо-ламы Содномпила Хэтэрхеева.